# 적자83선
적자83선(赤字83線, Deficit 83 Lines)은 1968년 목표를 달성함에 따라 폐지 또는 제3부문 회사로 이전을 제안한 일본국유철도(JNR) 소유의 철도 노선 목록이다.

## 기준
나열되는 철도 노선의 기준은 다음과 같다.
- 선로의 길이는 100km 미만이고 선로에서 보이는 기능도 작으며 선로를 따라 인구도 적는다.
- 일반 고객의 편도 운송량은 3,000명 미만이며, 일일 화물 입출고량은 600톤 이내이다.
- 운송량 증가율은 경쟁 운송기관에 비해 낮으며, 여객과 화물 모두 감소하고 있다.

노선을 폐쇄하고 운영 비용이 더 저렴한 버스 서비스로 교체하려는 아이디어는 이미 1968년에 공식화되었다.
이러한 기준에 따라 길이 2,590km(1,610마일)의 83개 철도 노선이 나열되었으며 JNR은 노선 폐쇄를 위해 지방 자치단체와 협의를 시작했다. 그러나 지역 주민들의 격렬한 항의로 인해 83개 노선 중 1972년 이전에는 나열된 노선 중 11개 노선, 즉 116km(72마일)만이 폐쇄되었다.
그러나 일본철도건설공사는 계속해서 지선을 건설했고, 협의 과정에서 개통된 11개 노선 대부분이 적자 수익을 내고 있어 11개 노선 폐쇄에 따른 개선은 이뤄지지 않았다.
1972년 다나카 가쿠에이가 총리가 되자 나머지 노선을 폐쇄하려는 모든 노력은 취소됐다. 그러나 83개 적자노선으로 등재된 후 계속 운행되던 노선은 대부분 특정지방교통선 운동으로 폐지되었다.

## 같이 보기
- 특정지방교통선
- 비칭 커츠